# 孫漱
孫 漱（そん そう、生没年不詳）は、高句麗の長寿王代の高句麗の将軍。

## 人物
彼の出自は313年の高句麗による攻撃により崩壊した楽浪郡の中国系豪族・楽浪孫氏の遺民とみられる。この点について少し述べる。
「孫漱」は漢姓・漢名の中国人名であるが、高句麗人の人名が中国化するのは一般に高句麗滅亡以降である。『三国史記』や『三国遺事』では高句麗・百済・新羅の始祖伝説に中国式の姓が現れるが、それは神話であり事実ではないとする解釈が一般的である。また、『日本書紀』などの日本の文献を見ても7世紀以前の朝鮮半島に漢字の姓氏は見当たらない。
北魏の攻撃により、北燕が滅んだことから、436年に北燕の第3代天王・馮弘は高句麗に亡命した。しかし、高句麗が馮弘を冷遇すると、不満をもった馮弘は宋と接触した。438年、宋は王白駒を派遣して馮弘を宋に連れ帰ろうとしたが、事態を察知した長寿王は、孫漱と高仇に命じて馮弘と一族約10人を殺害した。その際、王白駒の襲撃を受けて高仇は戦死し、孫漱は捕縛された。その後、高句麗は捕縛した王白駒の身柄を宋に返還したことから、交換条件として孫漱は釈放されたとみられる。